# Amblyseius ihalmiut
Amblyseius ihalmiut är en spindeldjursart som beskrevs av Chant och Hansell 1971. Amblyseius ihalmiut ingår i släktet Amblyseius och familjen Phytoseiidae. Inga underarter finns listade i Catalogue of Life.